# Purgatorius
Purgatorius (podle lokality Purgatory Hill) byl rod pravěkého předka placentálních savců, žijícího v období nejpozdnější křídy (stupeň maastricht) až pozdního paleocénu, asi před 66 až 56 miliony let, na území západu Severní Ameriky. Zkameněliny tohoto drobného savce byly objeveny v souvrstvích daného stáří na území státu Montana i jinde.
V současnosti jsou rozlišovány čtyři druhy tohoto rodu: Purgatorius unio, Purgatorius ceratops, Purgatorius janisae a Purgatorius titusi. Paleontologové se shodují, že mohlo jít vůbec o nejstaršího známého zástupce řádu primátů, kam patří i člověk. Dosahoval délky kolem 15 centimetrů a žil nejspíš většinu času ve větvích stromů.

## V populární kultuře
Purgatorius se objevuje například v ději knihy Poslední dny dinosaurů, jakožto vzdálený předek člověka, který se štěstím přežije katastrofu na konci křídy před 66 miliony let a může se tak dál vyvíjet a nakonec dát vzniknout linii, vedoucí možná až k člověku samotnému.